# CP Longo Curso

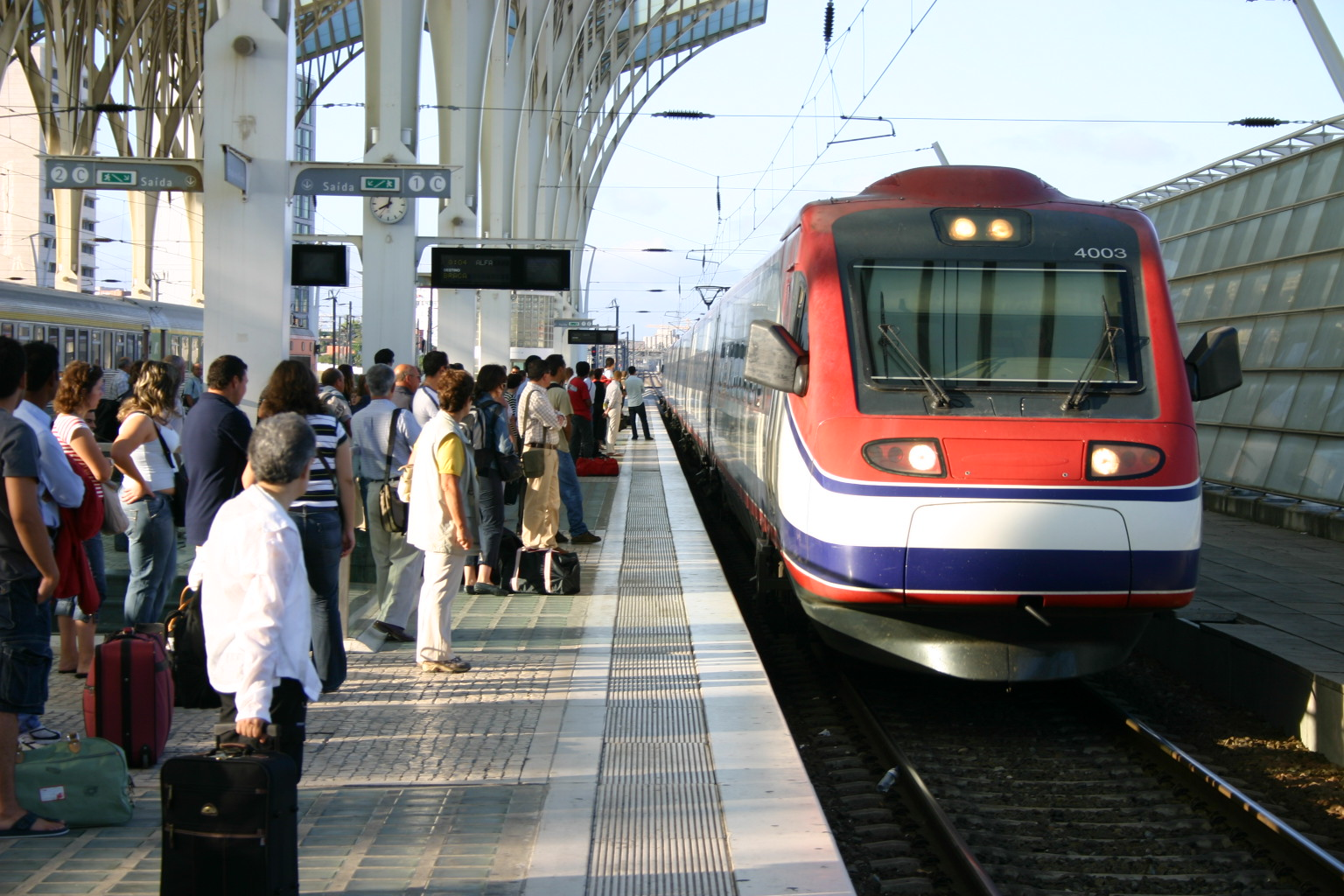
Alfa Pendular im Bahnhof Lissabon Oriente

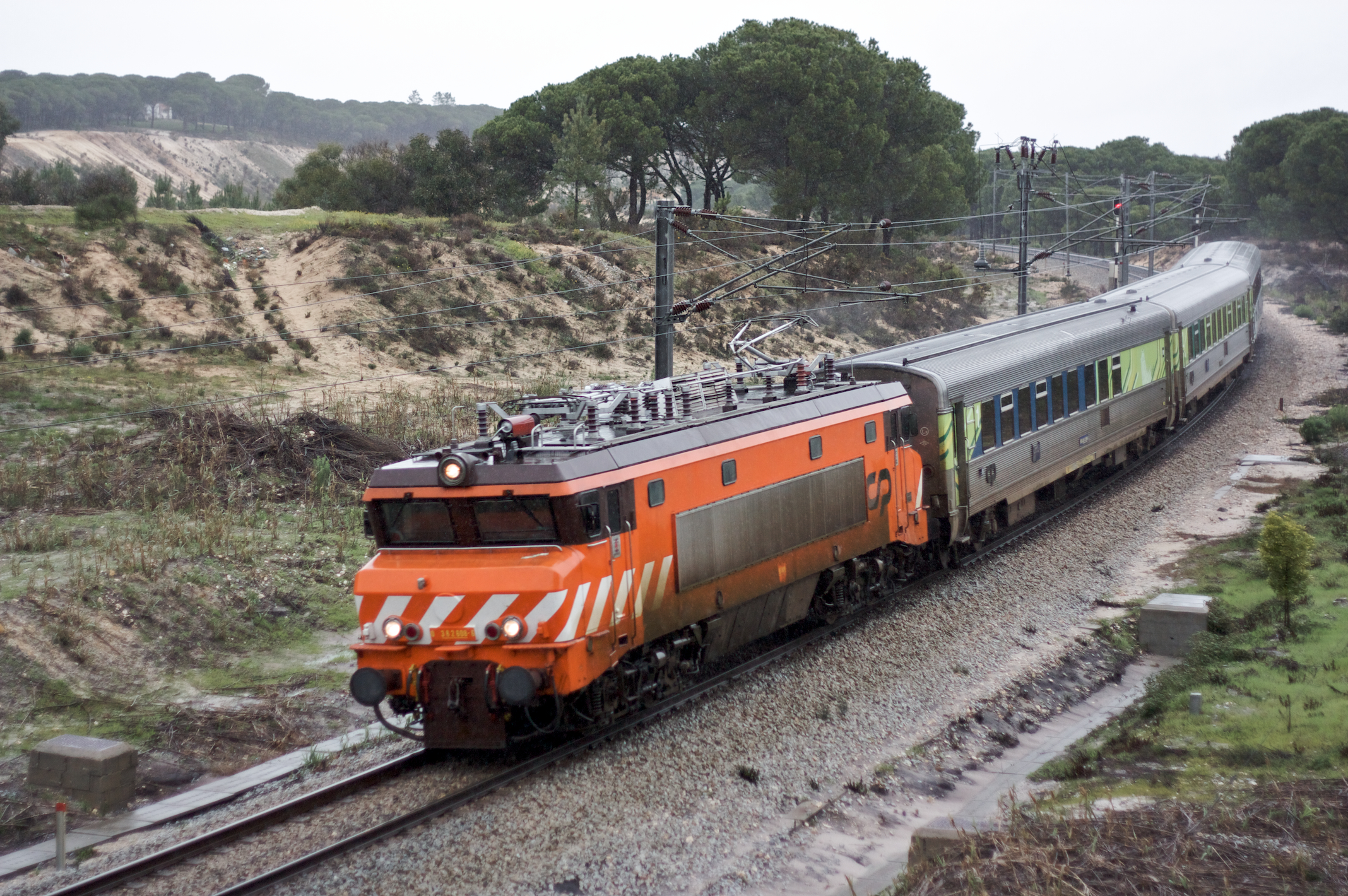
Intercidades bei Alcácer do Sal auf der Fahrt nach Faro

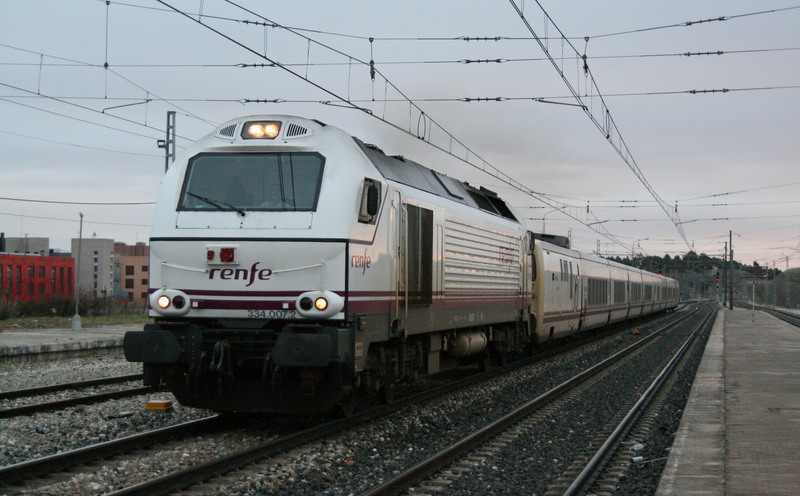
Lusitania-Nachtzug in der Nähe von Madrid (2009, noch dieselbetrieben und ohne Flügelung in Medina del Campo)

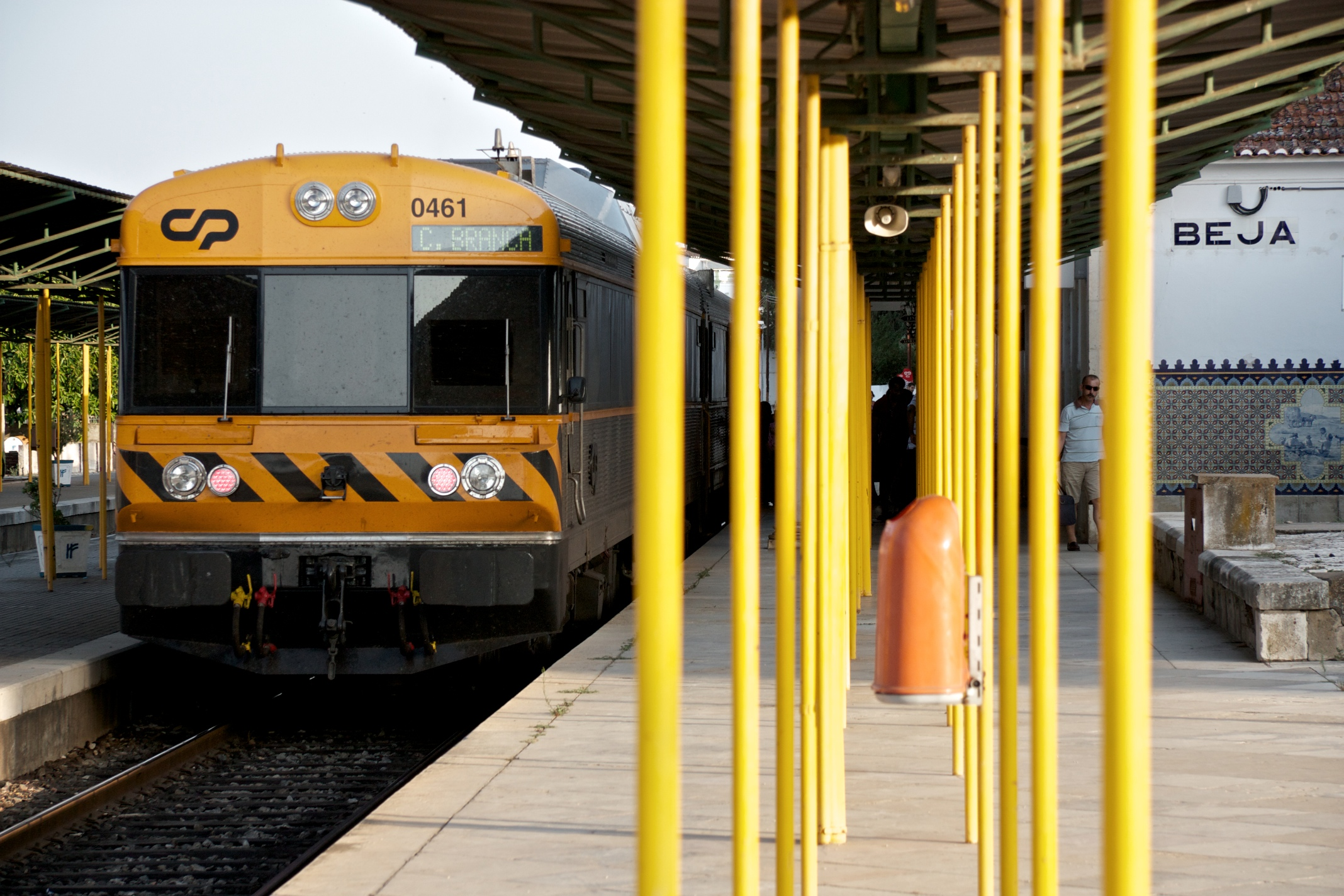
Intercidades zwischen Casa Branca und Beja (Dieseltriebwagen der Baureihe 0450)

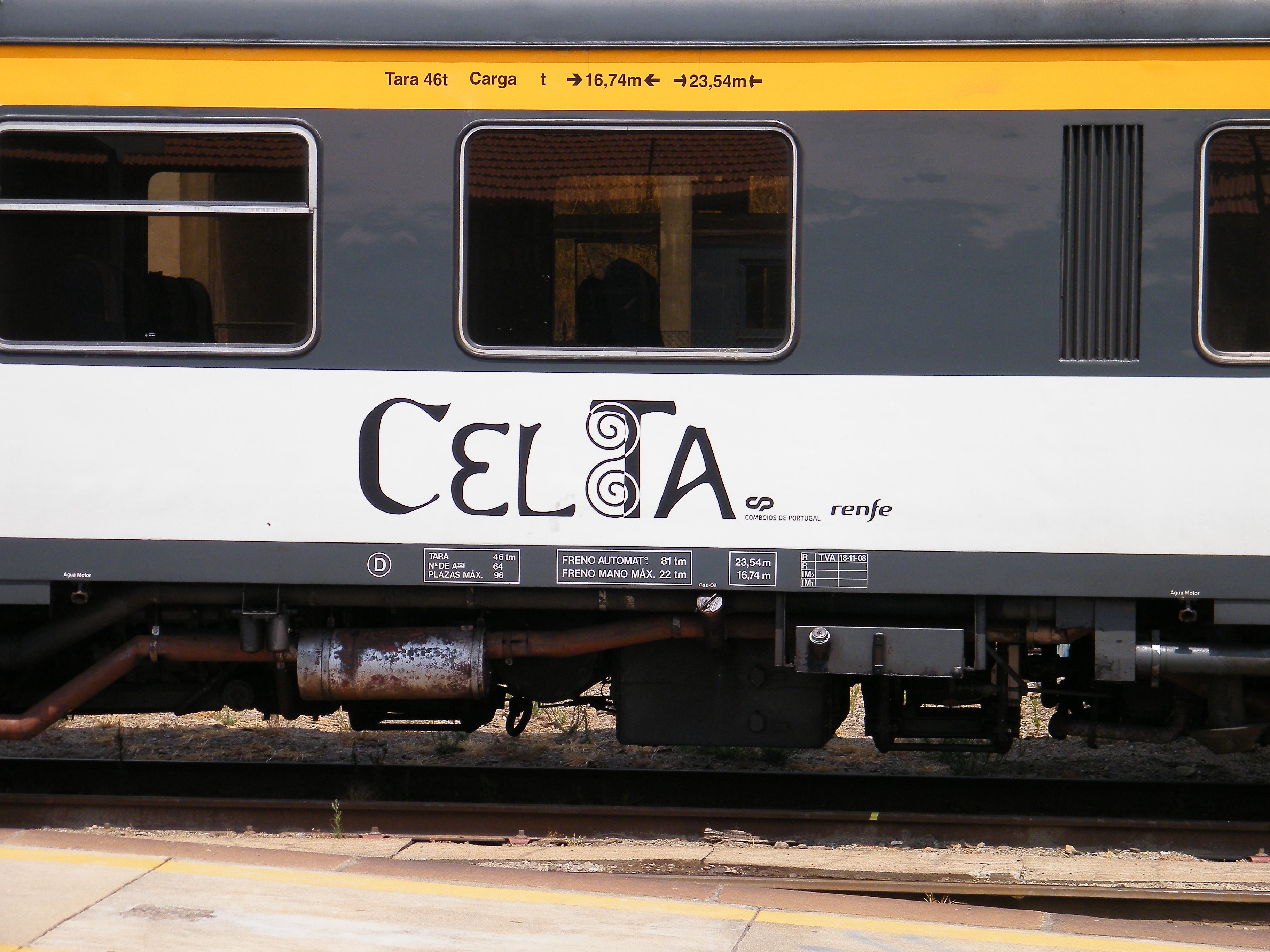
Celta-Logo an einem Triebwagen der Baureihe 0592

CP Longo Curso, zu Deutsch „CP Fernverkehr“, ist die Fernverkehrssparte der portugiesische Staatseisenbahngesellschaft Comboios de Portugal. Sie betreibt den gesamten portugiesischen Fernverkehr (Intercidades, Alfa Pendular, Internacional). CP Longo Curso betreibt, genauso wie die Logistiksparte CP Carga und im Gegensatz zu den Töchtern CP Lisboa, CP Porto und CP Regional, ausschließlich eigenwirtschaftliche Züge.

## Geschichte
Im Jahr 1997 änderte die portugiesische Staatsbahn Caminhos-de-ferro Portugueses (CP) im Rahmen der portugiesischen Eisenbahnreform ihre Unternehmensstruktur grundlegend und schuf Unternehmenssparten für die Vorortverkehre in Lissabon und Porto, für die Instandhaltung sowie eine gemeinsame Sparte für den Regional- und Fernverkehr (CP Unidade de Viagens Interurbanas e Regionais, UVIR). Diese wurde 2005 in die CP Longo Curso (Fernverkehr) und CP Regional (Regionalverkehr) aufgeteilt.
Trotz der intern getrennten Verkehrssparten tritt die CP Longo Curso einheitlich mit dem üblichen CP-Design auf.

## Internationaler Fernverkehr
Der internationale Fernverkehr der Comboios Portugal ist relativ gering: Neben den mehrmals täglich verkehrenden Regionalverbindung zwischen Porto und Vigo, der unter dem Namen „Celta“ von der CP und dem spanischen Pendant Renfe vermarktet wird, gibt es lediglich zwei Nachtzugverbindungen: Der Trenhotel Lusitânia (Lissabon–Madrid) und der Sud-Express (Lissabon–Hendaye, mit Anschluss nach Paris). Aus Kostengründen verkehren die beiden Nachtzugverbindungen von Lissabon bis Medina del Campo in einem gemeinsam Zugverband, bevor diese geteilt werden.
Mit der Liberalisierung des Schienenmarktes ab 2020 gibt es Pläne der Comboios de Portugal gemeinsam mit der Renfe ein Fernverkehrs-Joint-Venture zu gründen, um eine Konkurrenz zwischen den beiden Staatsbahnbetrieben zu vermeiden. Ein vergleichbares Model betreibt die spanische Renfe mit der französischen SNCF unter dem Namen Elipsos. Angedacht sind unter anderem gemeinsam betriebene, grenzüberschreitende Verbindungen wie Lissabon–Madrid, Lissabon–Barcelona, Coimbra–Salamanca und Lissabon–A Coruña.

## Daten
2007 beförderte Longo Curso mit 68 Zügen pro Werktag 4,9 Millionen Fahrgäste, im Jahr 2008 fünf Millionen. Derzeit beschäftigt die Tochtergesellschaft 511 Mitarbeiter.
Die Pünktlichkeit der CP-Züge ist teils sehr unterschiedlich. Waren 2007 noch 80 Prozent aller Alfa Pendular-Fahrten pünktlich, waren es 2008 59,7 Prozent. Ähnlich verhielt es sich mit dem Intercidades-Zügen; diese waren 2007 in 76,1 Prozent aller Fahrten pünktlich, im Jahr 2008 in 63 Prozent aller Fälle. Von den grenzüberschreitenden Internacional-Züge waren 2007 60,9 Prozent pünktlich, 2008 73,7 Prozent.
2007 erwirtschaftete CP Longo Curso einen Gewinn von 79,2 Millionen Euro, der 2008 auf 86 Millionen Euro stieg.

## Linien
CP Longo Curso betreibt insgesamt sechs Intercidades-Linien, zwei Alfa Pendular-Linien sowie drei grenzüberschreitende Internacional-Linien (Stand Dezember 2013).
| Produkt       | Strecke                                                                                  |
| ------------- | ---------------------------------------------------------------------------------------- |
| Alfa Pendular | Faro–Lissabon Entrecampos–Porto-Campanhã                                                 |
| Alfa Pendular | Lissabon Santa Apolónia–Porto-Campanhã(–Braga)                                           |
| Intercidades  | Lissabon Santa Apolónia–Porto-Campanhã(–Guimarães)                                       |
| Intercidades  | Lissabon Santa Apolónia–Castelo Branco-Covilhã                                           |
| Intercidades  | Lissabon Santa Apolónia–Pampilhosa–Guarda                                                |
| Intercidades  | Casa Branca–Beja                                                                         |
| Intercidades  | Lissabon Oriente–Évora                                                                   |
| Intercidades  | Lissabon Oriente–Faro                                                                    |
| Internacional | Porto-Campanhã–Vigo (Celta, durchgeführt durch CP Regional)                              |
| Internacional | Lissabon Santa Apolónia–Madrid Chamartín (Trenhotel Lusitânia, durchgeführt durch Renfe) |
| Internacional | Lissabon Santa Apolónia–Hendaye (Sud-Express, durchgeführt durch Renfe)                  |

## Fuhrpark
Grundsätzlich wird der Fuhrpark der Comboios de Portugal relativ freizügig gehandhabt, so fahren regelmäßig Lokomotiven, die eigentlich vornehmlich für den Güterverkehr eingesetzt werden, auch für die CP Longo Curso im Fernverkehr. Dennoch können grundsätzlich die Lokomotiven der Baureihen 1930, 2620 und 5600 der Fernverkehrssparte der staatlichen portugiesischen Eisenbahn zugerechnet werden.
Für die Intercidades-Linien werden nahezu ausschließlich sanierte INOX-DEV-Wagen (ähnlich den Corail-Wagen in Frankreich) genutzt. Gelegentlich werden auf der Strecke nach Covilhã eigentlich für den Regionalverkehr gedachte Züge der Baureihe 2240 eingesetzt. Da die Strecke zwischen Casa Branca und Beja nicht elektrifiziert ist, werden dort modernisierte Dieseltriebwagen der Baureihe 0450 gefahren.
Für die internationale Linie zwischen Porto und Vigo (Galicien) – seit 2013 als „Celta“ bezeichnet – beauftragte CP Longo Curso die Regionalverkehrssparte CP Regional. Da die Fortsetzung der Linha do Minho in Galicien nicht elektrifiziert ist, werden Dieseltriebwagen der Baureihe 0592 eingesetzt. Für die Schlafwagenverbindungen nach Madrid und Hendaye werden Talgo-Wagen der Renfe Operadora genutzt.
Für den Hochgeschwindigkeitsverkehr Alfa Pendular zwischen Braga, Porto, Lissabon und Faro beschaffte die CP 1999 zehn von Alstom gebaute, sechsteilige Elektrotriebwagen (CP-Baureihe 4000), die grundsätzlich der italienischen Baureihe ETR 460 („Pendolino“) entsprechen.